# Györgyi Zsivoczky-Farkas
Györgyi Farkas (ou Györgyi Zsivoczky-Farkas, [ˈɟøɾɟi], [ˈʒivoːt͡ski ˈfɒɾkɒʃ ], née le 13 février 1985 à Budapest) est une athlète hongroise, spécialiste de l'heptathlon.

## Carrière
Son meilleur résultat est d'abord de 5 842 points obtenu à Zalaegerszeg en juillet 2008. Elle a participé aux Jeux olympiques de Pékin (28e) et a terminé 7e des Championnats du monde junior à Grosseto avec 5 550 points. Elle termine deuxième en Coupe d'Europe des épreuves combinées 2011, première division, en dépassant les 6 000 points, peu après avoir battu son record personnel à Debrecen avec 6 059 points (mai 2011).
Le 19 mars 2016, Zsivoczky-Farkas se classe 5e lors des championnats du monde en salle de Portland avec 4 656 points puis obtient la même place avec 6 144 points à l'occasion des Championnats d'Europe d'Amsterdam, à une relative distance du podium (6 408 pour la médaille de bronze). Les 12 et 13 août suivant, la Hongroise se classe 8e des Jeux olympiques de Rio avec 6 442 points, son nouveau record personnel.
Le 3 mars 2017, elle remporte sa 1re médaille en grands championnats, à l'occasion des Championnats d'Europe en salle de Belgrade où elle décroche la médaille de bronze avec un record personnel à 4 723 points.

## Vie privée
Elle est mariée au décathlonien Attila Zsivoczky. Le père de son mari, Gyula Zsivótzky, est champion olympique 1968 du lancer du marteau.

## Palmarès
| Date | Compétition                    | Lieu           | Résultat | Épreuve    | Points |
| ---- | ------------------------------ | -------------- | -------- | ---------- | ------ |
| 2001 | Championnats du monde cadets   | Debrecen       | 7e       | Heptathlon | 5 082  |
| 2002 | Championnats du monde juniors  | Kingston       | 10e      | Heptathlon | 5 199  |
| 2004 | Championnats du monde juniors  | Grosseto       | 7e       | Heptathlon | 5 550  |
| 2008 | Jeux olympiques                | Pékin          | 28e      | Heptathlon | 5 760  |
| 2011 | Championnats du monde          | Daegu          | 22e      | Heptathlon | 5 784  |
| 2012 | Championnats d'Europe          | Helsinki       | 14e      | Heptathlon | 5 874  |
| 2012 | Jeux olympiques                | Londres        | 20e      | Heptathlon | 6 013  |
| 2013 | Universiade                    | Kazan          | 2e       | Heptathlon | 6 269  |
| 2013 | Championnats du monde          | Moscou         | 15e      | Heptathlon | 6 067  |
| 2014 | Championnats d'Europe          | Zurich         | 10e      | Heptathlon | 6 151  |
| 2015 | Championnats d'Europe en salle | Prague         | 6e       | Pentathlon | 4 564  |
| 2015 | Championnats du monde          | Pékin          | 6e       | Heptathlon | 6 389  |
| 2015 | Décastar                       | Talence        | 1re      | Heptathlon | 6 306  |
| 2016 | Championnats du monde en salle | Portland       | 4e       | Pentathlon | 4 656  |
| 2016 | Championnats d'Europe          | Amsterdam      | 5e       | Heptathlon | 6 144  |
| 2016 | Jeux olympiques                | Rio de Janeiro | 8e       | Heptathlon | 6 442  |
| 2016 | Décastar                       | Talence        | 4e       | Heptathlon | 6 248  |
| 2017 | Championnats d'Europe en salle | Belgrade       | 3e       | Pentathlon | 4 723  |
| 2017 | Championnats du monde          | Londres        | 17e      | Heptathlon | 6 050  |
| 2018 | Championnats d'Europe          | Berlin         | —        | Heptathlon | DNF    |

## Records
| Épreuve           | Performance    | Lieu                    | Date                      |
| ----------------- | -------------- | ----------------------- | ------------------------- |
| 100 mètres haies  | 13 s 79        | Rio de Janeiro Budapest | 12 août 2016 30 juin 2017 |
| Saut en hauteur   | 1,87 m         | Talence                 | 17 septembre 2016         |
| Lancer du poids   | 14,52 m        | Budapest                | 30 juin 2017              |
| 200 mètres        | 25 s 11        | Talence                 | 16 septembre 2017         |
| Saut en longueur  | 6,32 m         | Kazan                   | 11 juillet 2013           |
| Lancer du javelot | 50,73 m        | Rio de Janeiro          | 13 août 2016              |
| 800 mètres        | 2 min 11 s 76  | Rio de Janeiro          | 13 août 2016              |
| Heptathlon        | 6 442 pts (NR) | Rio de Janeiro          | 13 août 2016              |

| Épreuve          | Performance   | Lieu              | Date                         |
| ---------------- | ------------- | ----------------- | ---------------------------- |
| 60 mètres haies  | 8 s 44        | Budapest          | 14 février 2015              |
| Saut en hauteur  | 1,85 m        | Budapest Portland | 14 février 2015 18 mars 2016 |
| Lancer du poids  | 14,95 m       | Belgrade          | 3 mars 2017                  |
| Saut en longueur | 6,38 m        | Belgrade          | 3 mars 2017                  |
| 800 mètres       | 2 min 13 s 91 | Prague            | 6 mars 2015                  |
| Pentathlon       | 4 723 pts     | Belgrade          | 3 mars 2017                  |